# Chiesa di Nostra Signora della Salute
La Chiesa Parrocchiale e Santuario di Nostra Signora della Salute (o anche Madonna della Scorza) alla Spezia è una chiesa cattolica e sorge nel centro storico cittadino, in piazza Brin, nel cuore del quartiere Umberto I.

## Storia
La costruzione del sacro edificio avvenne nel 1887 nell'ambito della realizzazione del nuovo quartiere popolare Umberto I; fu portato a termine nel 1900 seppur ancora mancante di alcuni elementi architettonici della facciata: i due campanili dalle cupole neo-barocche vennero infatti ultimati solo nel 1912. 

La lapide commemorativa posta all'interno del battistero, collocata nel 1910 in occasione della solenne consacrazione da parte del vescovo Giovanni Carli, ricorda che il tempio venne edificato per desiderio del suo predecessore Giacinto Rossi, su progetto dell'architetto Maurizio Dufour e che venne aperto al culto dal 1900.
La chiesa veniva ad ereditare nome e devozione dell'antico tempio adiacente al Convento dedicato alla Madonna della Scorza, che risaliva alla seconda metà del XVI secolo e che sorgeva nell'area dell'attuale viale Ferrari. 

Di quell'oratorio, ampliato nell'Ottocento e poi demolito in seguito allo spostamento della Stazione ferroviaria dall'area di Valdellora all'attuale sede della stazione Centrale, rimangono oggi solo alcune colonne riutilizzate nell'edificio dell'ex Hotel Terminus, edificato tra il 1906-08 ad opera dell'architetto Zanazzo e oggi in profonda fase di recupero e restauro.

## Descrizione

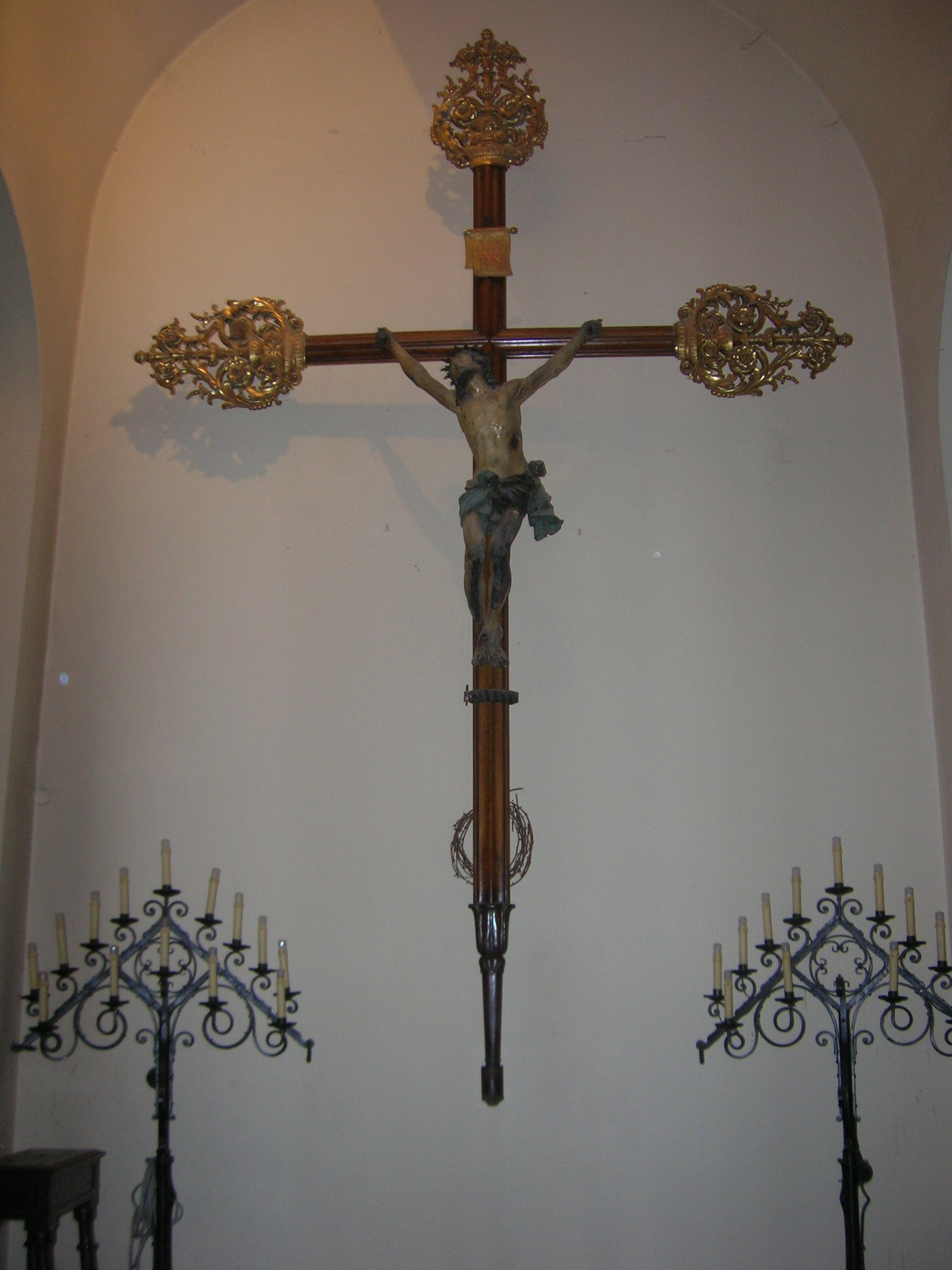
Crocifisso ligneo

L'interno presenta una sola navata voltata con matronei ai lati del presbiterio e un altare maggiore barocco di marmo che risale al 1771; le decorazioni interne sono state realizzate da Costa, Navarrino Navarrini ed Enzo Bifoli.
Il trono posto a circa undici metri da terra è "protetto" da quattro colonne di marmo giallo di Verona con sculture e decorazioni in marmo di Carrara, dove si trova la venerata effigie della Madonna della Salute, olio su tela che prima era conservato in sede sconosciuta. Infatti origine e autore sono ignoti; sembra comunque che sia opera risalente al XVI secolo. La tela è stata adornata nel 1925 da diademi in oro realizzati fondendo gioielli e monili donati dai parrocchiani.
Altre opere conservate all'interno dell'edificio.
- Navata destra:
  - Nei pressi dell'ingresso si può ammirare una pregevole tela del genovese Giovanni Andrea De Ferrari (1598-1669) raffigurante la Famiglia della Vergine (la Vergine bambina con i Santi Anna e Gioacchino);
  - Poco più avanti è collocata una Madonna di Lourdes, scultura in legno dello scultore spezzino Rino Mordacci,(1957).
- Navata sinistra:
  - Madonna col Bambino fra San Vincenzo e San Carlo Borromeo, (XVIII secolo);
  - Madonna col Bambino, (XVIII secolo);
  - Cristo deposto, drammatica scultura lignea opera dello spezzino Carlo Giovannoni (1915-1997), (1965);
  - Un'acquasantiera nei pressi dell'ingresso che porta i segni di un grave atto vandalico subìto dal santuario nel 1907.
- Sacrestia:
  - Battesimo di Cristo, olio su tela, (XVIII secolo);
  - preziose argenterie.
  - Mobile della sacrestia, dello scultore Italo Bernardini.

Sulla cantoria in controfacciata si trova l'organo a canne Tamburini opus 92, costruito nel 1925 ed inaugurato il 10 ottobre dello stesso anno con un concerto di Ulisse Matthey. Restaurato nel 1991 dalla medesima ditta costruttrice, è a trasmissione penumatico-tubolare e dispone di 22 registri su due manuali e pedale.
Nella piazza Brin antistante la chiesa è la Fontana delle Voci, opera dello scultore Mirko Basaldella (1956).
La Chiesa della Scorza è inclusa nel Catalogo Generale dei Beni Culturali Italiani.

## Galleria d'immagini

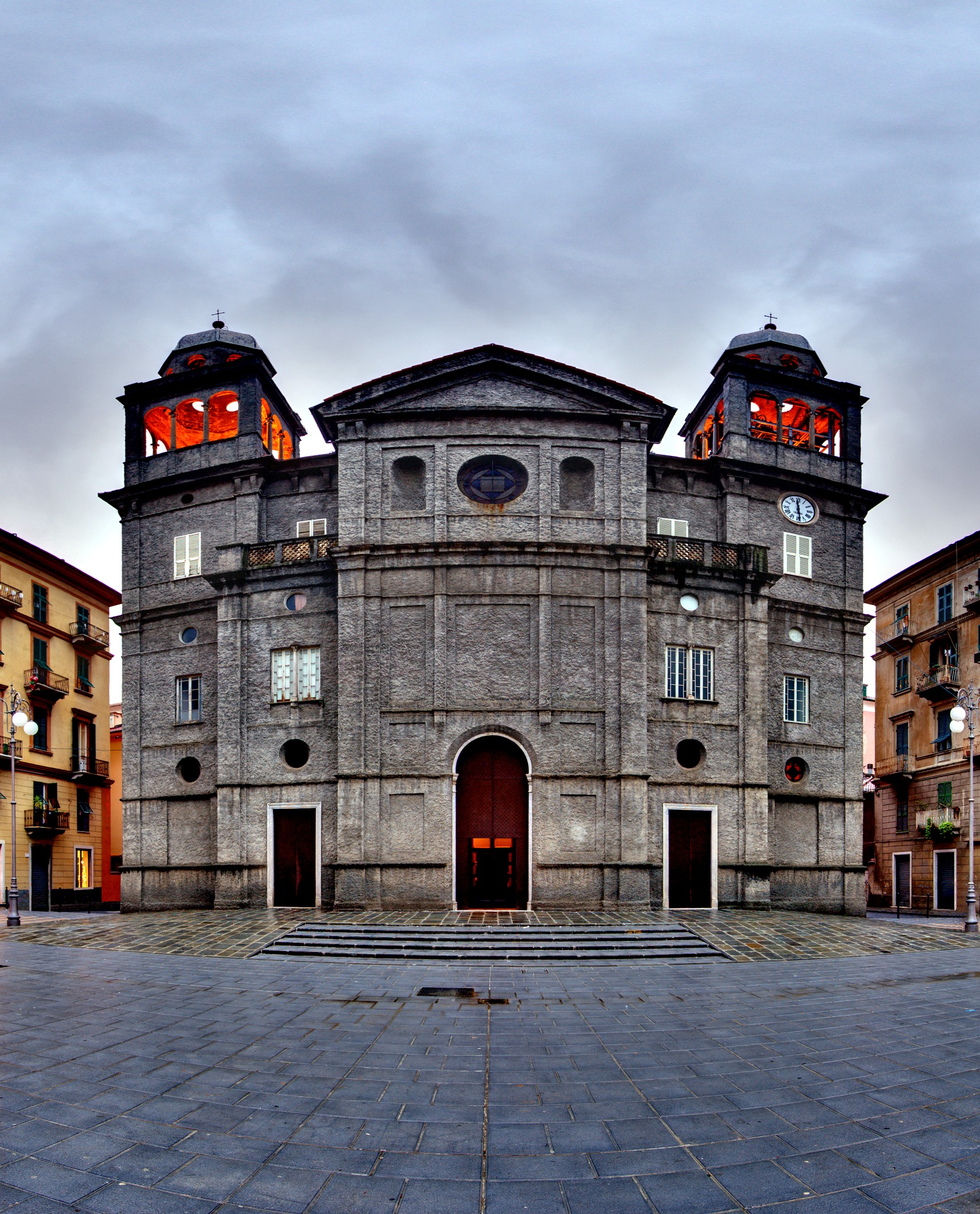
La facciata della Chiesa vista da Piazza Brin
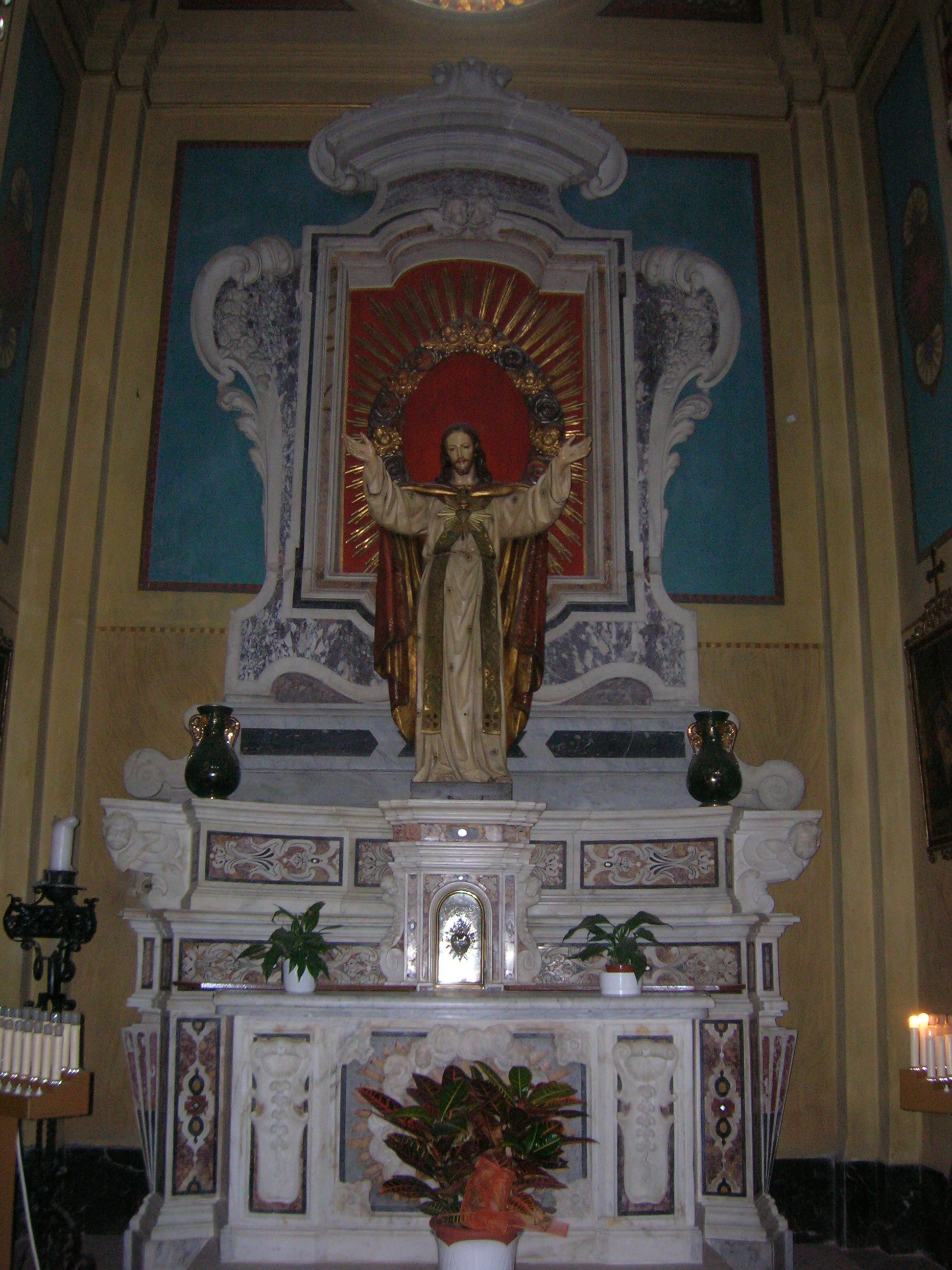
Cappella laterale
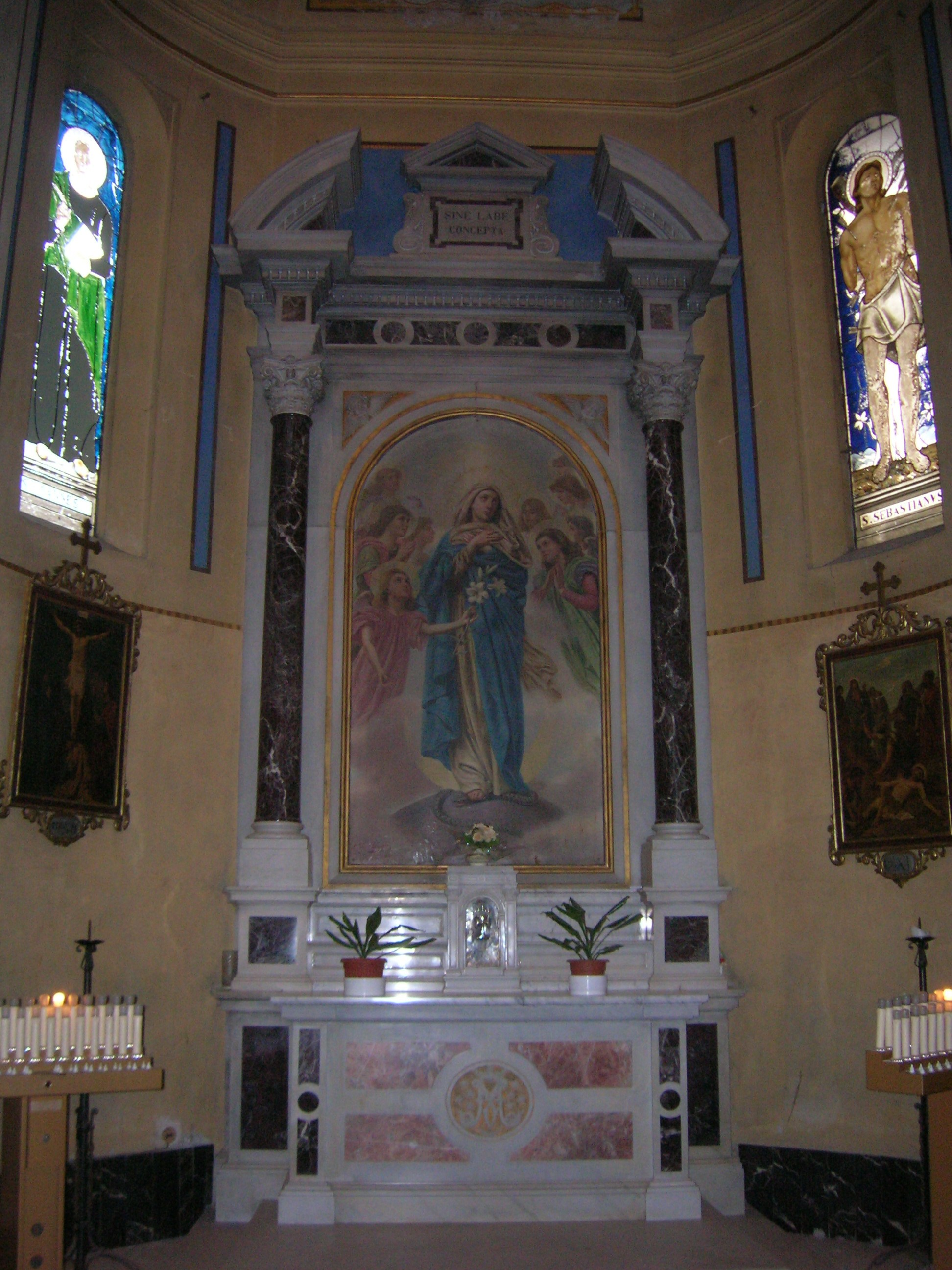
Cappella laterale
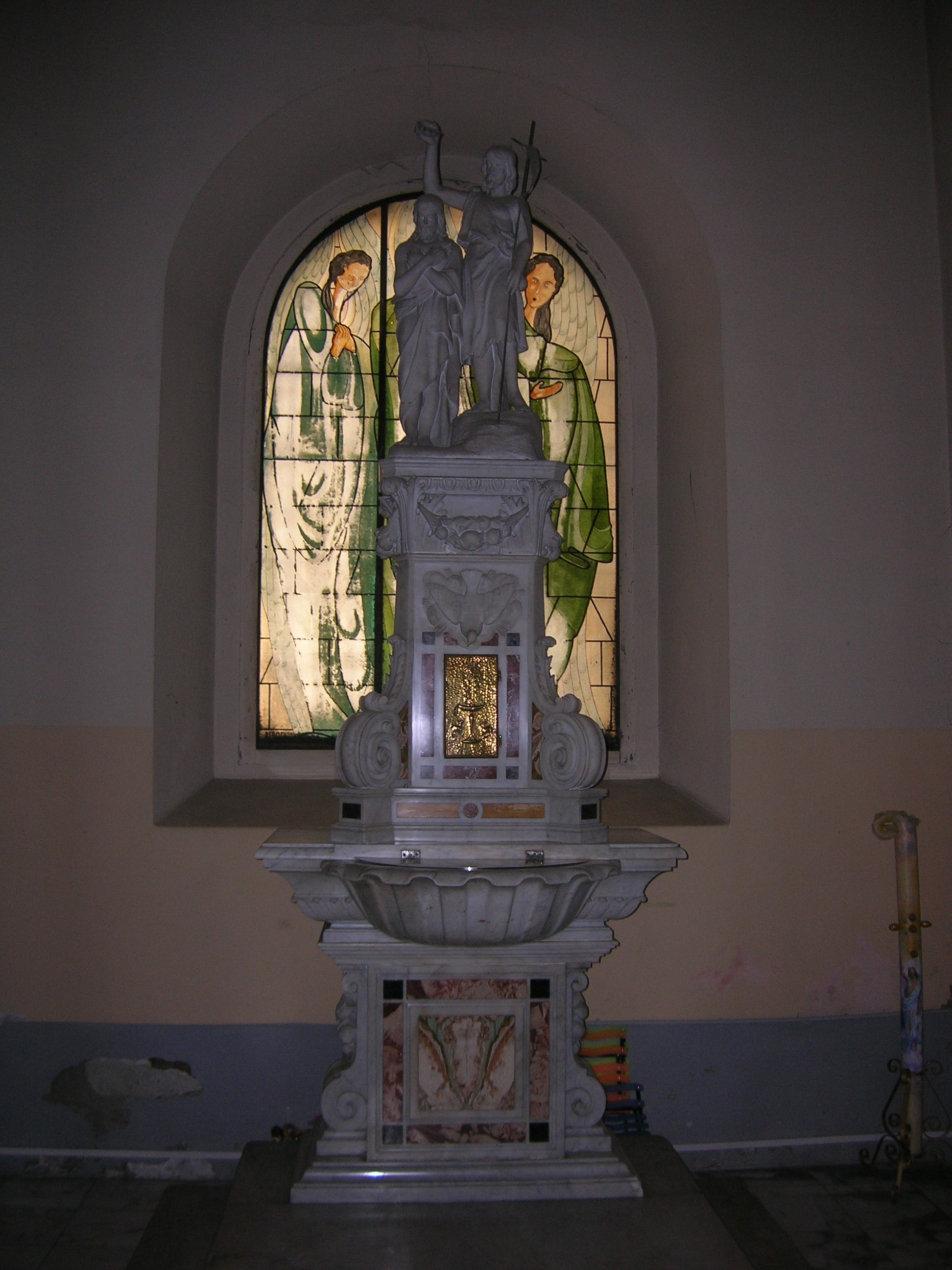
Fonte battesimale
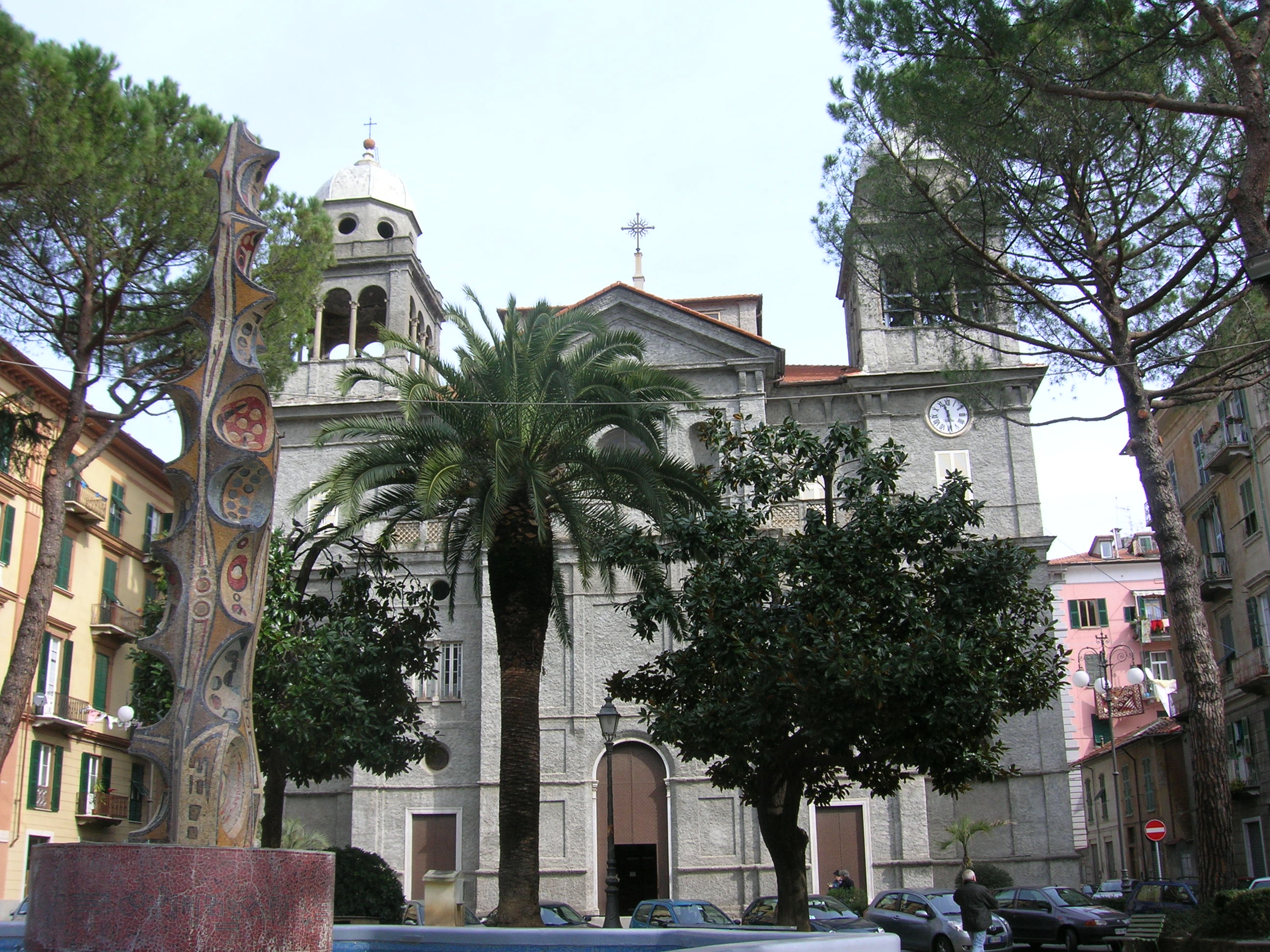
La Fontana delle Voci nel giardino di piazza Brin